# Vojenský újezd Hradiště
Vojenský újezd Hradiště je vojenský újezd v okrese Karlovy Vary v Karlovarském kraji. Leží v Doupovských horách, přibližně mezi městy Karlovy Vary (kde také sídlí jeho újezdní úřad), Bochov, Kadaň a Podbořany. Má plochu 280,8 km², je tedy největším vojenským újezdem v České republice. Nadmořská výška území se pohybuje kolem 500 až 700 metrů; nejnižší místo je na silnici na pravém břehu řeky Ohře mezi Velichovem a Vojkovicemi při západní hranici vojenského újezdu, nejvyšším bodem újezdu (a celých Doupovských hor) je vrch Hradiště (934 metrů) v jeho centrální části. Ve vojenském újezdu není hlášen žádný obyvatel.

## Historie

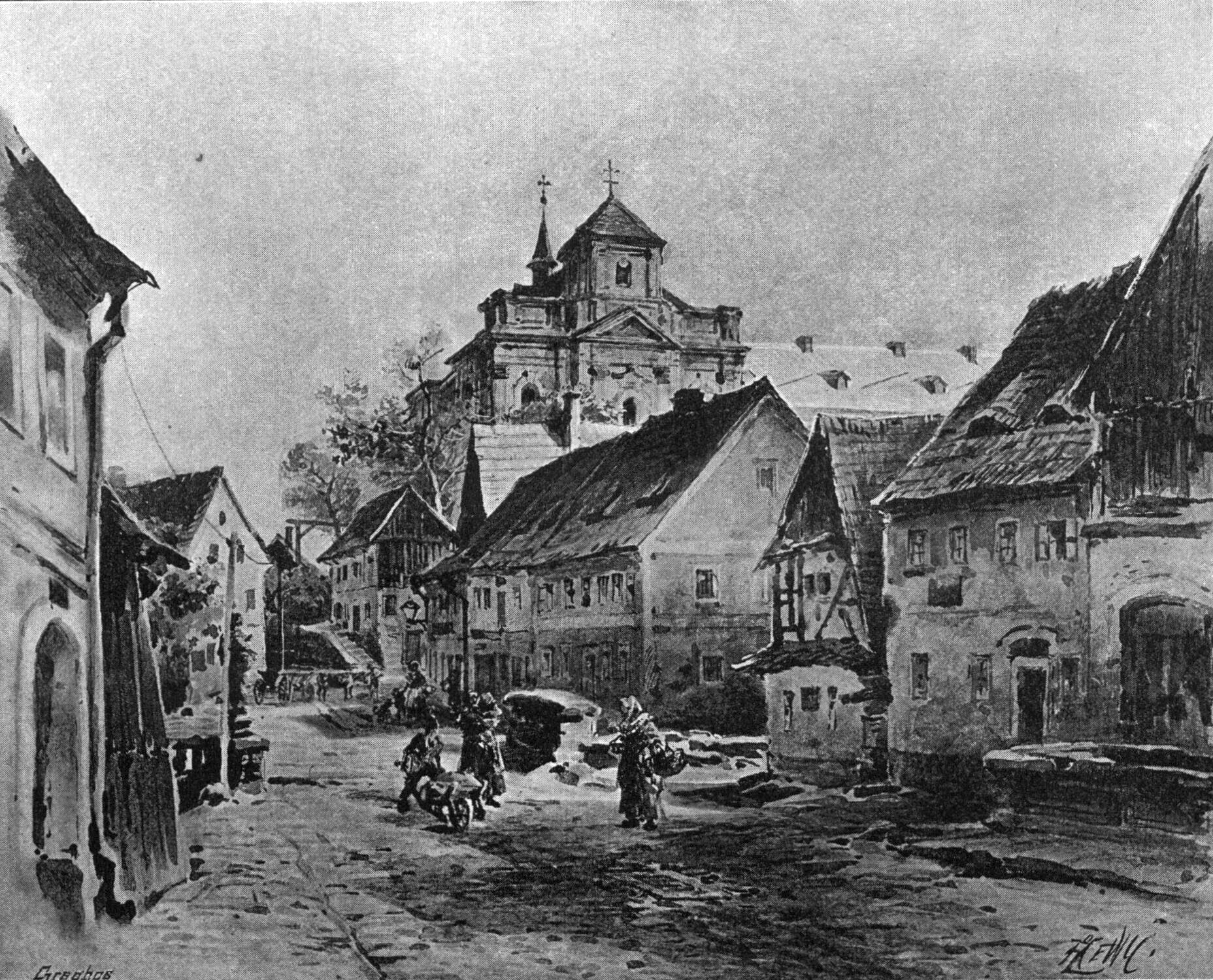
Město Doupov v roce 1896

VVP Hradiště byl zřízen rozhodnutím předsednictva vlády ČSR ze dne 4. března 1953 se zpětnou platností k 1. únoru 1953, byla zbořena řada obcí a zničeno mnoho památek. Z větší části vznikl na území tehdejšího okresu Kadaň.
Na území újezdu se dříve nacházelo více obcí:
- Albeřice (v některých dokumentech uváděné jako Alběřice)
- Bražec
- Bukovina
- Činov
- Dlouhá
- Dlouhý Luh
- Dolní Lomnice
- Donín
- Doupov
- Doupovské Mezilesí
- Hrzín
- Hůrka
- Javorná
- Jindřichov
- Korunní
- Kozlov
- Lučina
- Lučiny
- Malý Hlavákov
- Martinov
- Obrovice
- Oleška
- Ořkov
- Radnice
- Radošov
- Střelnice
- Svatobor
- Tocov
- Velká Lesná
- Zakšov
- Žďár

Na úseku Doupovské dráhy ležícím na území újezdu byl zastaven provoz a trať byla zkrácena do Kadaňského Rohozce.

## Zpřístupněná území
Na jižním a jihozápadním okraji vojenského újezdu bylo veřejnosti částečně (za denního světla) postupně od 2. prosince 2005 zpřístupněno 5 dílčích oblastí. V oblasti jsou zakázány jakékoliv stavby nebo zemní úpravy, táboření, stanování, volné rozdělávání ohně i pobyt po setmění mimo sídelní útvary. První výnos píše o zpřístupnění za účelem pěší turistiky, přístup cyklistům však nezakazuje ani nezmiňuje, druhý výnos již zmiňuje i cykloturistiku. Podle výnosů je zakázáno vjíždět (jakýmikoliv) vozidly na lesní cesty a do lesních porostů, aniž by se výnosy zabývaly tím, zda zpevněné účelové komunikace, po nichž jsou vedeny cyklotrasy č. 2249 a 2233, jsou lesními cestami. Výnos z roku 2008 rozšířil uvedený účel pěší turistiky a cykloturistiky ještě o účel vstupu a vjezdu do sídelních útvarů a samot ve zpřístupněných částech. Vojenská správa si vyhradila možnost kdykoliv bez udání důvodu zpřístupněný prostor uzavřít a obnovit režim vstupu jen na povolení. (Krátkodobě byl zakázán vstup též výnosem č. 1/2007, který vyhlásil nouzový stav kvůli lesní kalamitě.)

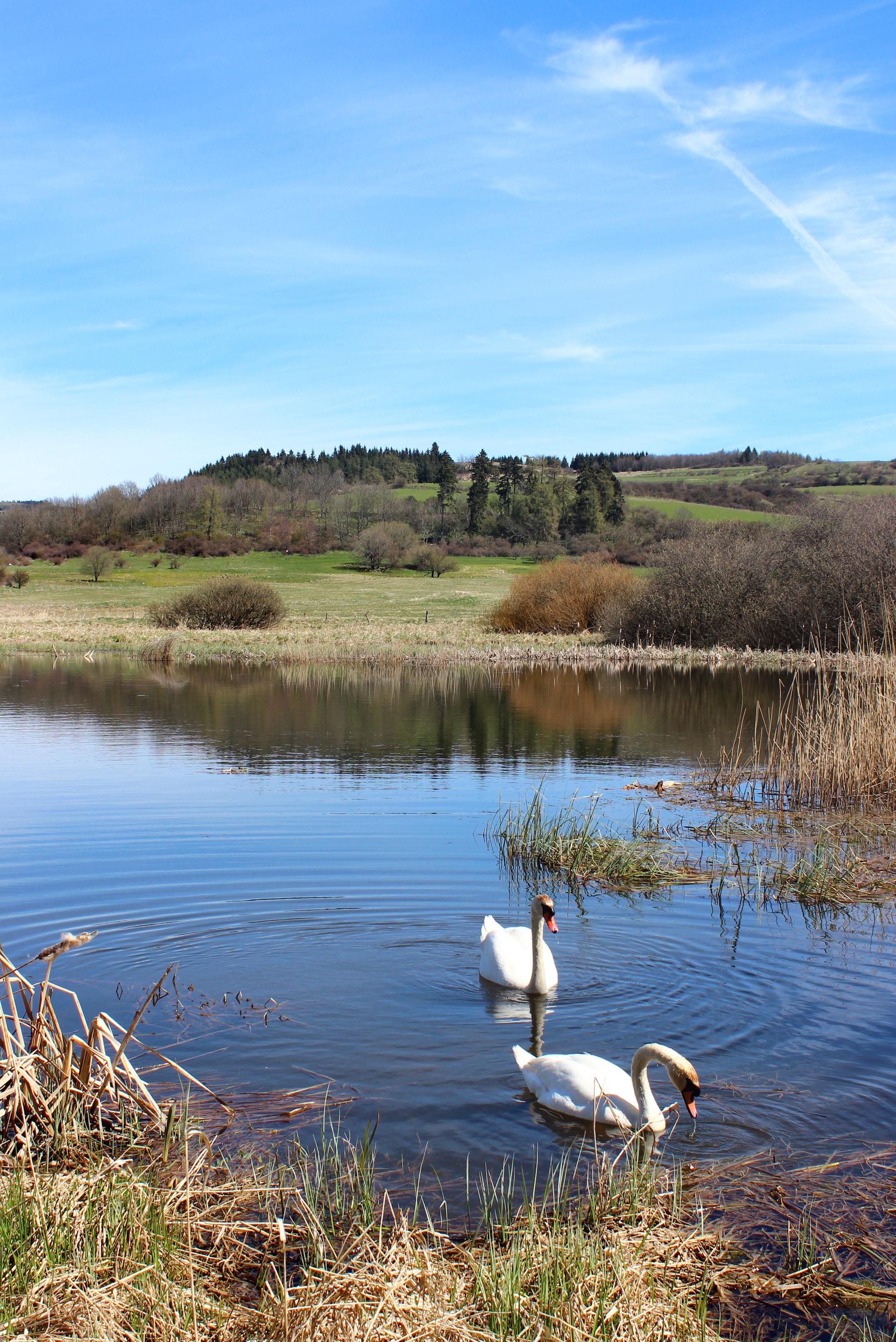
Zelený rybník na Lomnickém potoku na jižní hranici újezdu. V pozadí nepojmenovaná kóta 788 metrů severně od obce Hradiště.

Výnos 1/2008 umožnil od 1. března 2008 po vyjmenovaných komunikacích ve zpřístupněné oblasti i vjezd motorových vozidel. Přibylo omezení, že bez povolení je zakázáno vybočovat z komunikací a turistických stezek mimo sídelní útvary. Vjezd nemotorových vozidel i nadále není výnosem jednoznačně zmíněn ani řešen, mimo zmínky cykloturistiky mezi účely opatření.
Výnosem újezdního úřadu č. 1/2005 bylo zpřístupněno od 1. prosince 2005 území v katastrálním území Tureč u Hradiště poblíž obce Valeč (výnosem 1/2008 označené jako jihovýchodní zpřístupněná plocha) s tím, že přístup je povolen pouze ve směru od obce Valeč. Deklarovaným účelem opatření bylo zlepšení životních podmínek občanů obce Valeč a vytváření příznivějších podmínek občanům navštěvujících kulturní památky v obci Valeč. Západní hranicí je lesní cesta Sklárna podél potoka Blšanka, další lesní cesta až ke křižovatce lesních cest 200 metrů východně od trigonometrického bodu 757,0, severní hranicí pak další cesta až k hranici vojenského újezdu. Osou této oblasti je Mlýnický potok, do zpřístupněného území spadá větší část přírodní památky Valeč a zřícenina hradu Neuhaus. Dosud zde nebyly oficiálně vyznačeny žádné trasy pro pěší turisty ani cykloturisty.
Výnosem újezdního úřadu č. 2/2005 byly zpřístupněny od 1. ledna 2006 dvě oblasti při jižní hranici újezdu, obě společně byly výnosem 1/2008 označeny jako jižní zpřístupněná plocha. První oblast, nedaleko Těšetic, spadá do katastrálních území Bražec u Hradiště a Radošov u Hradiště a je vymezena účelovou komunikací Bražec – Javorná – Radošov – Luka a zahrnuje v západním cípu i vesnici Bražec, druhá a menší oblast nedaleko východně od ní spadá do katastrálního území Radošov u Hradiště, zahrnuje osadu Albeřice a vrch Albeřická hůrka a je vymezena účelovou komunikací od křižovatky účelových komunikací mezi Albeřicemi a Holeticemi k Velkému Hlavákovu. Vstup a vjezd je povolen pouze po účelových komunikacích ze směru od sídelního útvaru Bražec a obcí Luka a Těšetic. Opatření se vydává za účelem zlepšení sociálních podmínek obyvatel vojenského újezdu a obyvatel obcí v bezprostřední blízkosti vojenského újezdu. Po severní hranici obou zpřístupněných částí je vedena značená cyklotrasa č. 2249, na kterou se od jihu od Bochova přes Těšetice napojuje cyklotrasa 2233, pěší trasy KČT v oblasti vyznačeny nejsou.
Na období od 24. července do 7. srpna 2006 újezdní úřad na základě nájemní smlouvy se Sdružením českých sound systémů-ALIANCE 23 krátkodobě veřejně zpřístupnil pozemky v katastrálním území ve východní části újezdu za účelem konání 13. ročníku teknivalu CzechTek.
Výnosem újezdního úřadu č. 1/2008 byly s účinností od 1. března 2008 nahrazeny předchozí dva výnosy a zpřístupněné území bylo rozšířeno oblast v katastrálním území Bražec u Hradiště, u jihozápadního okraje újezdu, označenou jako tzv. západní zpřístupněná plocha, jejíž severní hranicí je komunikace od Kyselky přes Dolní Lomnici směrem na Doupov, východní hranicí účelová komunikace Dolní Lomnice – Lučiny – Činov. V grafické části výnosu je navíc jako zpřístupněný zvýrazněn cíp území mezi Bražcem a Stružnou, který ve výčtu parcel a popisu hranic v textové části výnosu chybí. Přes západní plochu rovněž vede cyklotrasa č. 2249. Dále byly do zpřístupněného území vyznačeny dvě kratší odbočky pěších turistických tras: žlutě značená trasa od hájovny u Dubiny k přírodní památce Skalky skřítků a poblíž Kyselky z červeně značené trasy vedoucí po hranici újezdu je značena nová odbočka na vrchol Bučina s rozhlednou.
Do zpřístupněné části spadají sídelní útvary a samoty Albeřice, Bražec, Dolní Lomnice, Činov, Lučiny, Svatobor, Javorná, Dolní Valov, Ořkov, Střenice.
Do zpřístupněné části spadají komunikace:
- Bražec – Javorná – Dolní Valov – Radošov – Albeřice – Velký Hlavákov
- Dubina – Lučiny
- Dubina – Svatobor
- Kyselka – Dolní Lomnice

Výnosem č. 1/2010 byla od 1. listopadu 2010 zpřístupněná oblast rozšířena o část v katastrálním území Radošov u Hradiště mezi dosavadními dvěma částmi jižní plochy, severně od Albeřic. Severní hranici tvoří účelová komunikace Albeřice – Holetice (800 m západně od křižovatky Albeřice – Velký Hlavákov), jižní okraj lesa směrem k Albeřickému potoku, - k. 678 (200 metrů severně od zatopeného lomu), křižovatka lesní cesty s účelovou komunikaci Albeřice–Lochotín, východní hranici účelová komunikace Albeřice–Lochotín a účelová komunikace Lochotín – Velký Hlavákov, vstup do dané oblasti je povolen pouze ve směru od sídelního útvaru Albeřice a opatření se vydává za účelem zlepšení životních podmínek občanů sídelního útvaru Albeřice.

## Zmenšení újezdu

### Úvahy
Začátkem dubna 2011, kdy ministerstvo volilo mezi rušením VÚ Hradiště a VÚ Brdy, se volba přiklonila ke zrušení VÚ Brdy, zatímco zhruba dva měsíce před tím bylo ve hře zřízení národního parku Doupovské hory. Důvodem odklonu od tohoto rozhodnutí bylo, že v Brdech by byly nižší náklady na pyrotechnickou sanaci, že Brdy jsou blíže Prahy a v minulosti byly oblíbenou turistickou oblastí. 19. dubna 2011 již ministr Alexandr Vondra prozradil, že ke zrušení byl vybrán VÚ Brdy.
3. října 2011 Ministerstvo obrany ČR pod vedením Alexandra Vondry na setkání se starosty v rámci představení plánu optimalizace vojenských újezdů navrhlo mimo jiné zmenšení vojenského újezdu Hradiště z dosavadních 330 km² asi o 15 % k lednu 2015. Redukce se měla týkat hlavně jižního okraje, například osad Albeřice a Bražec, tedy převážně oblastí již od roku 2005 postupně zpřístupňovaných veřejnosti. Z vojenského újezdu měly být vyvedeny všechny sídelní útvary (počet obyvatel újezdu byl asi 600). Uvažovalo se o připojení osad k obcím Bochov, Valeč či Kyselka. Hejtman Josef Novotný upozornil na to, že připojení k dosavadním obcím by muselo být podmíněno jejich souhlasem a tím, že část armádou ušetřených peněz nebo peníze z operačních programů dostanou tyto obce na úpravu zanedbané infrastruktury, například silnic a kanalizace.
Vláda záměr jeho zmenšení schválila na začátku ledna 2012. Vyčlenění z vojenského újezdu se týká převážně těch částí, které byly v letech 2005 až 2010 postupně zpřístupněny.
V pátek 10. února a v sobotu 11. února 2012 uspořádalo ministerstvo obrany v dotčených osadách anketu o jejich budoucnosti, v níž měli na vybranou ze dvou variant: vytvoření samostatné obce, nebo připojení k sousední obci. Byly stanoveny tři anketní okrsky: okrsek Albeřice (zahrnující sídelní útvary Bukovina, Střelnice, Ořkov, Sklárna, Malý Hlavákov a Albeřice), okrsek Bražec (Javorná, Dolní Valov, Bražec) a okrsek Lučiny (Svatobor, Dolní Lomnice, Lučiny). V sídelních útvarech Korunní Kyselka a Obrovice se anketa nekonala, protože jejich velikost nepřipouští jinou variantu řešení než připojení k sousední obci, Korunní Kyselka k obci Stráž nad Ohří v okrese Karlovy Vary a Obrovice k obci Radonice v okrese Chomutov. Účast dosáhla téměř 75 %, v okrsku Lučiny přes 80 %. V okrsku Lučiny v západní ploše se většina vyslovila pro vznik nové obce Lučiny s místními částmi Dolní Lomnice, Svatobor a Činov. Obyvatelé okrsku Albeřice v jižní ploše podpořili připojení k obci Verušičky, obyvatelé okrsku Bražec připojení k obci Stružná. Osada Bukovina ve východní části újezdu má být připojena k obci Podbořanský Rohozec v sousedním okrese Louny.
Převedení části historického území obce Valeč, nyní ležícího ve vojenském újezdu Hradiště, z Karlovarského do Ústeckého kraje (k obci Podbořanský Rohozec) se setkalo v dubnu 2012 se zásadním nesouhlasem obce Valeč, hejtman Josef Novotný pak požádal ministra obrany o přehodnocení záměru a své argumenty předložil i Generálnímu štábu Armády ČR. V srpnu 2012 byl opět zveřejněn záměr převést, v souladu s výsledky ankety uspořádané mezi místními obyvateli, z Karlovarského kraje na Ústecký území o sedmi hektarech se třemi osadami (Bukovina, Střelnice a Ořkov) a dvaceti obyvateli, které má spádově blíž k Podbořanům. Karlovarský kraj po počátečním nesouhlasu nakonec vyjádřil souhlas. Podbořanský tajemník a znalec historie Martin Gutzer uvedl, že v roce 1953 byla Karlovarskému kraji přidělena část katastru Podbořanského Rohozce a tedy se mu vrací 500 hektarů, které mu předtím patřily, a navíc Bukovina má rodinné i ekonomické vazby na Podbořansko.
Rada Karlovarského kraje vzala 18. června 2012 na vědomí usnesení vlády České republiky č. 10 ze dne 4. ledna 2012, jímž vláda schválila návrh zmenšit vojenský újezd Hradiště o 74,40 km², tedy o 22,4 %. Přesun z Karlovarského do Ústeckého kraje se má týkat těchto tří území:
- Okounov (cca 0,068490 km²), přiřazením k obci Okounov v okrese Chomutov
- sídelního útvaru Obrovice (cca 0,398517 km²), přiřazením k obci Radonice v okrese Chomutov
- sídelního útvaru Bukovina, samoty Střelnice a samoty Ořkov (cca 7,238086 km²), přiřazením k obci Podbořanský Rohozec v okrese Louny

Vedení Karlovarského kraje vyjádřilo již 12. dubna 2012 svůj nesouhlas se způsobem řešení změn v okolí k. ú. obce Valeč. Dne 18. června 2012 rada Karlovarského kraje schválila žádost vládě i poslaneckému výboru pro veřejnou správu a regionální rozvoj, aby veškeré vyjmuté území z vojenského újezdu Hradiště zůstalo začleněno v Karlovarském kraji a zůstala tak zachována stávající hranice kraje. Zároveň rada kraje schválila, aby kraj požádal vládu, aby zohlednila v rozpočtovém určení daní zvýšený požadavek finančních prostředků na správu dotčeného území.
V Karlovarském kraji měla zůstat tato území vyčleňovaná z újezdu:
- sídelního útvaru Dolní Lomnice, sídelního útvaru Svatobor, sídelního útvaru Lučiny a sídelního útvaru Činov (cca 20,977 653 km²)
- sídelního útvaru Bražec, samoty Javorná, samoty Dolní Valov (cca 12,606 552 km²)
- sídelní útvar Albeřice, sídelní útvar Malý Hlavákov a samota Sklárna (cca 7,273 986 km²)
- území Valeč (pozn. pouze vyznačené na mapě optimalizace, v tabulkovém přehledu optimalizace chybí uvedeno; cca 5,364 838 km²)
- sídelního útvaru Korunní (cca 0,228 611 km²)
- území Vojkovice (pouze vyznačené na mapě optimalizace, v tabulkovém přehledu optimalizace chybí uvedeno; cca 0,035 199 km²)

### Provedení
Zákonem č. 15/2015 Sb., o hranicích vojenských újezdů, vznikla od 1. ledna 2016 z katastrálních území Bražec u Doupova a Bražec u Těšetic nová obec Bražec a z katastrálního území Doupovské Hradiště obec Doupovské Hradiště, obě se tím zároveň z vojenského újezdu vyčlenily. Dále se katastrální území Albeřice u Hradiště připojilo k obci Verušičky, Kyselka u Hradiště k obci Kyselka, Okounov u Hradiště k obci Okounov, Podbořanský Rohozec u Hradiště I a Podbořanský Rohozec u Hradiště II k obci Podbořanský Rohozec, Radonice u Hradiště k obci Radonice, Stráž u Hradiště I a Stráž u Hradiště II k obci Stráž nad Ohří, Valeč u Hradiště k obci Valeč a Vojkovice u Hradiště I a Vojkovice u Hradiště II k obci Vojkovice (katastrální území Okounov u Hradiště, Podbořanský Rohozec u Hradiště I a II a Radonice u Hradiště tedy zároveň přešly do Ústeckého kraje). Zbývající území i nadále spravuje újezdní úřad ve městě Karlovy Vary.
Území vojenského újezdu se nadále skládá z katastrálních území Bražec u Hradiště, Doupov u Hradiště, Radošov u Hradiště, Tureč u Hradiště a Žďár u Hradiště.

## Ochrana přírodních hodnot
Doupovské hory mají velkou přírodní hodnotu, která je zachovaná i kvůli jejich nepřístupnosti.
Zhruba dva měsíce před začátkem dubna 2011 bylo podle deníku E15 a nejmenovaného dobře informovaného úředníka blízkého ministerstvu obrany ve hře zřízení národního parku Doupovské hory. Ještě na začátku května 2011, když už bylo známo, že ke zrušení je navrhován VÚ Brdy a nikoliv VÚ Hradiště, zveřejnila MF Dnes článek, že Agentura ochrany přírody a krajiny (AOPK) chce v souvislosti s plánovaným rušením VÚ Hradiště zřídit chráněnou krajinnou oblast Doupovské hory, na což mluvčí ministerstva obrany odpověděl, že to nyní nepovažuje za nezbytné. S návrhem zřídit chráněnou krajinnou oblast Doupovské hory a střední Poohří o rozloze 598 km², z čehož by 332 km² spadalo do území vojenského újezdu, přišla údajně AOPK již o dva roky dříve, tedy v roce 2009. Návrh na zřízení CHKO podpořil europoslanec Pavel Poc.
Celé Doupovské hory jsou chráněny jako významná ptačí oblast soustavy Natura 2000  o rozloze 63 116 hektarů. Na území je také vyhlášeno významné ptačí území o rozloze 63 000 hektarů.

### Maloplošná chráněná území
- Národní přírodní rezervace: Úhošť
- Přírodní rezervace: Dětanský chlum, Ostrovské rybníky, Sedlec, Vinařský rybník
- Přírodní památky: Čedičová žíla Boč, Mravenčák, Rašovické skály, Skalky skřítků, Valeč

## Obyvatelstvo
| Rok            | 1869   | 1880   | 1890   | 1900   | 1910   | 1921   | 1930   | 1950  | 1961 | 1970 | 1980 | 1991 | 2001 | 2011 | 2021 |
| -------------- | ------ | ------ | ------ | ------ | ------ | ------ | ------ | ----- | ---- | ---- | ---- | ---- | ---- | ---- | ---- |
| Počet obyvatel | 12 163 | 12 652 | 12 414 | 12 162 | 12 186 | 12 078 | 11 338 | 2 745 | 601  | 914  | 648  | 616  | 0    | 0    | 0    |
| Počet domů     | 1 941  | 2 116  | 2 168  | 2 189  | 2 199  | 2 173  | 2 155  | 1 755 | 130  | 132  | 102  | 115  | 1    | 0    | 0    |

## Symboly vojenského újezdu
Znak a vlajka byly vojenskému újezdu uděleny rozhodnutím předsedy Poslanecké sněmovny Parlamentu České republiky dne 11. května 2006.